# Speocera molesta
Speocera molesta là một loài nhện trong họ Ochyroceratidae. Loài này phân bố ở Brasil.